# Caratac
|  | No s'ha de confondre amb Caradoc Freichfras. |

Caratac (llatí Caratacus, britònic * Caratācos, gal·lès mitjà Caratawc; gal·lès Caradog; bretó Karadeg; grec Καράτακος; variants llatina Caractacus i grega Καρτάκης) va ser un rei britó de la tribu dels catuvel·launs (tot i que també va liderar els silurs) que es va imposar com a cap suprem d'una coalició de caps britons que es va formar l'any 42.
Fill de Cunobelí, va fer la guerra als romans que el van atacar però llavors va traslladar les operacions al territori dels ordòvics (ordovices) i va escollir una posició optima per la batalla. El propretor Publi Ostori Escapula se'n va adonar i no es va atrevir a lluitar però els seus oficials li van imposar el combat, i la superior disciplina i armament dels romans van aconseguir la victòria a la batalla de Caer Caradoc.
La dona i les filles del rei van caure en mans dels romans i els seus germans es van rendir. Caratac va buscar la protecció de la reina Cartimandua dels brigants, però aquesta el va entregar als romans que el van portar a Roma l'any 51.
Claudi el va fer desfilar a les celebracions del triomf. Caratac es va dirigir a l'emperador de manera noble i l'emperador el va perdonar, així com a la seva família i amics, però no va tornar a Britànnia i va haver de romandre a Itàlia.